# محمدجعفر قائم‌پناه
محمدجعفر قائم‌پناه (زادهٔ ۱۳۳۲/۱۳۳۳ کرمانشاه) چشم‌پزشک و سیاستمدار اصلاح‌طلب اهل ایران است که از سال ۱۴۰۳ به‌عنوان معاون اجرایی رئیس‌جمهور ایران و سرپرست نهاد ریاست‌جمهوری در دولت چهاردهم فعالیت می‌کند. او فوق تخصص قرنیه دارد و عضو هیئت علمی دانشگاه علوم پزشکی ایران است.

## سوابق
معاونت توسعه و مدیریت منابع وزارت بهداشت، درمان و آموزش پزشکی، عضو و رئیس اولین دوره شورای اسلامی شهر کرمانشاه، معاون درمان دانشگاه علوم پزشکی کرمانشاه، عضویت در انجمن اسلامی و مسئول اعزام دانشجویی به جبهه‌های جنگ تحمیلی در دانشگاه علوم پزشکی تبریز از جمله سوابق اوست.
قائم‌پناه یکی از پزشکانی بود که در اعتراضات سراسری ۱۴۰۱ نسبت به استفاده مأموران از تفنگ ساچمه‌ای و نابینا شدن معترضان هشدار داده بود. او خطاب به دبیرکل انجمن چشم‌پزشکی ایران خواستار پیگیری نامهٔ استادان و فوق تخصص‌های شبکیه دربارهٔ عوارض گلوله‌های ساچمه‌ای و پینت بال شد.
قائم‌پناه پیش از آغاز دولت چهاردهم، یکی از اعضای شورای راهبری بود که وظیفه تشکیل کمیته‌ها و کارگروه‌های انتخاب فهرستی از اعضای کابینه دولت جهت معرفی به مسعود پزشکیان، رئیس‌جمهور منتخب، را داشتند.
او در ۱۱ مرداد ۱۴۰۳ با حکم مسعود پزشکیان به سمت معاون اجرایی رئیس‌جمهور ایران و سرپرست نهاد ریاست‌جمهوری منصوب شد.